# Santa Paula (Kalifornija)
Santa Paula je grad u američkoj saveznoj državi Kalifornija. Prema popisu stanovništva iz 2010. u njemu je živjelo 29.321 stanovnika.